# Condition féminine dans la société victorienne

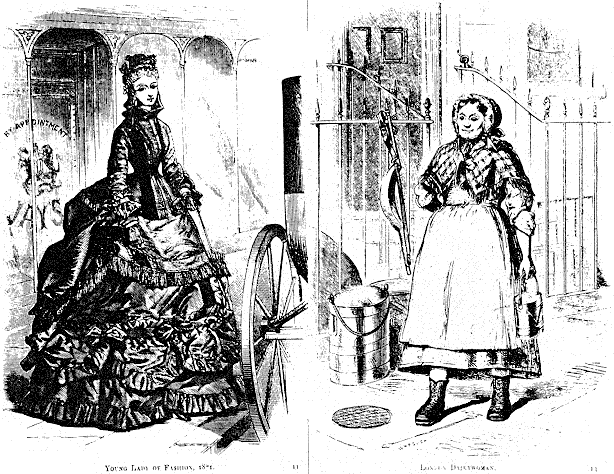
1871 : un contraste saisissant entre l'apparence d'une jeune femme de la bonne société et celle d'une laitière londonienne.

La condition féminine dans la société victorienne constitue, pour de nombreux historiens, une illustration du paradoxe existant alors entre, d'une part, la puissance et la richesse de la nation britannique du XIXe siècle et, de l'autre, la misère sociale qui prédomine dans le pays. Au cours de cette période coïncidant, du moins pendant la plus grande partie du XIXe siècle, avec le règne de la Reine Victoria (1837-1901), le statut de la femme s'est compliqué du fait d'une conception à la fois singulière et très répandue de ce que devait être l'« idéal féminin ».
Sur le plan juridique, les droits de la femme mariée sont similaires à ceux de l'enfant mineur : elle n'a ni le droit de vote, ni celui de porter plainte, ni même celui de posséder des biens propres. Qui plus est, la femme est en quelque sorte désincarnée : son corps, perçu comme un temple abritant une âme pure et innocente, ne doit pas être « souillé », que cela soit par des artifices tels que le maquillage ou par les plaisirs de la chair. Cantonnée dans un rôle de mère et de maîtresse de maison, la femme du début du XIXe siècle au Royaume-Uni n'a ni le droit d'occuper un emploi (hormis dans l'enseignement), ni celui de posséder un compte bancaire de dépôt ou d'épargne. En résumé, si la femme victorienne doit être traitée comme une sainte, elle n'en est pas moins dépourvue de toute capacité juridique. Diverses réformes mises en œuvre au cours du siècle permettent toutefois de poser les premiers jalons de l'évolution vers une émancipation de la condition féminine.

## Les différents archétypes du féminin

### Capacité juridique limitée pour les femmes mariées
La loi considérait le couple comme étant une seule et même personne morale. L'époux est responsable de sa femme et a l'obligation légale de la protéger. En contrepartie, la loi attend de la femme qu'elle prête obéissance à son mari. Les biens apportés par une femme lors de son mariage deviennent la propriété de l'époux, même en cas de divorce. Le revenu de la femme revient de facto dans sa totalité à son époux, de même que la garde des enfants est automatiquement confiée au père, en cas de séparation du couple. En pareil cas, le père a le droit de refuser d'autoriser tout contact entre la mère et ses enfants. L'épouse n'est pas habilitée à conclure elle-même quelque contrat que ce soit : pour ce faire, elle doit obtenir l'accord de son mari.
En revanche, la femme mariée ne peut pas être condamnée pour certaines infractions telles que le vol ou le cambriolage, si elle agit sur ordre de son mari. De même, il est impossible de poursuivre une épouse pour dissimulation ou vol commis au détriment de son mari, puisque le couple est juridiquement considéré comme une entité indivisible. Bien que les droits de la femme mariée soient très limités et que le statut juridique de cette dernière s'assimile à une « propriété » du mari[réf. nécessaire], le meurtre d'une femme par son mari est passible de la peine de mort, au même titre que tout assassinat, alors que la loi ne sanctionne pas un propriétaire détruisant lui-même ses biens. En effet, les crimes et délits perpétrés sur des personnes — femmes ou hommes — sont réprimés beaucoup plus sévèrement que les exactions commises sur les biens matériels. De plus, en cas de danger, les femmes doivent être sauvées avant les hommes.

### Les femmes dans leur rôle de maîtresses de maison

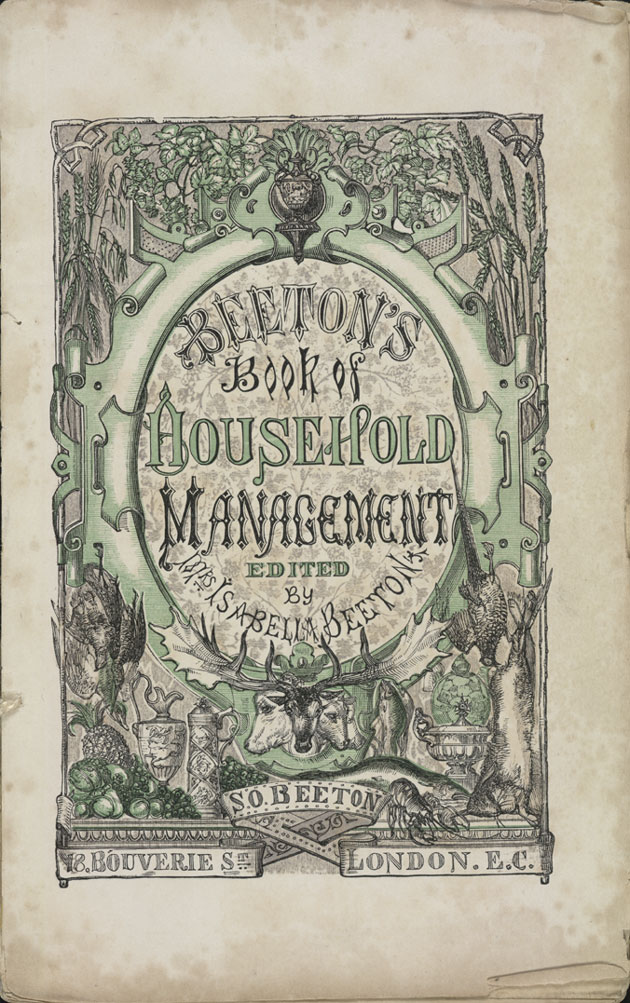
Couverture du guide Mrs Beeton's Book of Household Management

Le rôle de la maîtresse de maison de l'époque victorienne (Household General en anglais) a été décrit en pratique en 1861 par Isabella Beeton, auteur d'un guide de la maîtresse de maison : Mrs Beeton's Book of Household Management. Dans cet ouvrage, elle explique que la maîtresse de maison peut être comparée au commandant d'une armée ou à un chef d'entreprise. Pour faire en sorte que sa maison soit respectable et assurer à sa famille bonheur, confort et bien-être, elle doit accomplir ses devoirs avec intelligence et minutie. Ainsi, elle doit savoir organiser les tâches et les déléguer à ses domestiques, qu'elle doit être capable d'instruire, ce qui n'est pas une mission facile dans la mesure où nombre d'entre eux ne sont pas dignes de confiance (sic). On attend de la maîtresse de maison qu'elle organise des réceptions et des dîners pour épauler la bonne réputation sociale de son époux et lui permettre de rencontrer de nouvelles personnes afin d'établir des relations d'affaires prospères.
Parallèlement, la maîtresse de maison doit aussi veiller à consacrer du temps à ses enfants, ainsi qu'à l'enrichissement de sa culture personnelle et de sa connaissance générale du monde. Parmi les autres devoirs décrits par Mrs Beeton, celui de tenir le rôle de « garde-malade » auprès des membres de la famille qui en ont besoin, vient en bonne place. Ceci requiert de la part de la femme un caractère avenant, ainsi que de la compassion et de l'empathie envers ceux qui souffrent, des dons de dévouement et de tempérance, et une bonne aptitude à maintenir une hygiène et un ordre rigoureux : toutes qualités qu'une femme digne de ce nom se doit de posséder dans la société britannique du XIXe siècle. La femme de l'époque victorienne s'occupe aussi de ses parents en cas de maladie, même si, par ce fait, elle se retrouve à porter moins d'attention à sa personne. Une relation toute particulière existe en outre entre les femmes et leurs frères. Une sœur doit traiter ses frères avec la même diligence dont elle use pour traiter son futur mari. Elle est dépendante de ses frères puisque ceux-ci lui procurent l'affection et l'aide nécessaires s'il advient que son mari la maltraite ou si elle ne se marie pas. Qui plus est, il est très facile de défaire une réputation, mais autrement difficile de la faire ou la refaire. Si un membre d'une famille agit de façon socialement inappropriée, ses actes engendrent des répercussions sur la famille tout entière.

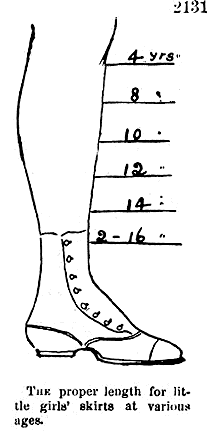
La bonne longueur pour les jupes des petites filles selon leur âge, illustration issue de la revue Harper's Bazaar, 1868

### La pureté du corps féminin
Le corps féminin est perçu comme pur et n'inspirant aucun dégoût, hormis dans ses périodes de menstruation. Il n'est pas de bon ton que la femme porte du maquillage ou quelque autre accessoire destiné à l'embellir, de même que des vêtements dévoilant la peau, des bas ou tout autre type de sous-vêtement. D'aucuns prétendent que ceci s'explique du fait que, la femme étant considérée comme la « propriété » de son époux, elle ne doit rien montrer de son corps aux autres hommes. Toutefois, il n'est pas mieux vu que les hommes fassent usage de maquillage, de vêtements suggestifs ou de sous-vêtements, cela entrant dans le cadre global des valeurs morales répressives de l'époque, qui placent femmes et hommes à la même enseigne. Les restrictions eu égard à ce qui est considéré comme contraire aux bonnes mœurs sont nombreuses : ainsi, il est moralement choquant de prononcer le mot « jambe » en présence de personnes du sexe opposé, ou encore il est obligatoire, si l'on souhaite se baigner à la plage sans contrevenir aux règles de pudeur, d'utiliser des cabines de bain. Ces restrictions s'appliquent de manière égale aux deux sexes.

### Les femmes et la sexualité

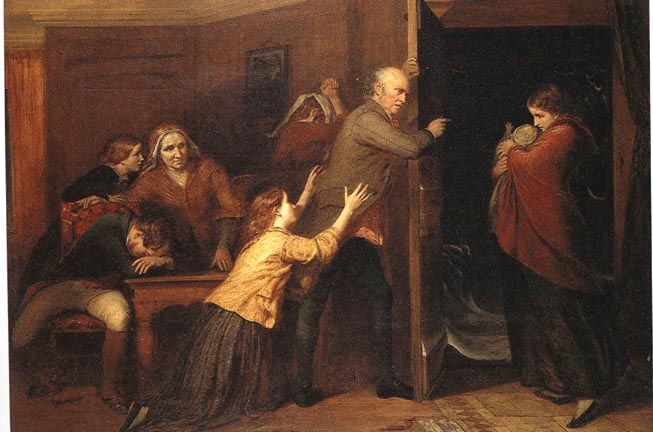
The Outcast, Richard Redgrave, 1851 : un père chasse de la maison sa fille, portant dans ses bras son enfant illégitime

À l'époque victorienne, on considère la prostitution comme un aléa dévolu aux femmes qui ont « perdu leur destinée en chemin », leur âme devenant « impure » parce qu'elles ont, d'une manière ou d'une autre, enfreint le code de conduite seyant à la femme convenable. Il n'est pas rare d'entendre de la part de ministres du culte des allégations selon lesquelles toute femme contrevenant aux souhaits de son époux est exposée au risque de tomber dans la prostitution, la logique sous-jacente à ce discours étant que les hommes mettent leur femme à la porte si elle se révèle avoir commis un quelconque acte la rendant impure. D'ailleurs, le seul fait pour une femme d'être impure aux yeux de son mari constitue une raison suffisante pour que celui-ci soit autorisé à demander le divorce. En pareil cas, la femme se retrouve à la rue, contrainte de se vendre pour subvenir à ses besoins. Cette perception des choses est demeurée commune jusque dans le courant du XXe siècle. En revanche, il est socialement acceptable pour un homme de fréquenter des prostituées. Le dogme social qui pèse sur la femme n'est pas applicable à l'homme car, de fait, on tient pour naturelle sa propension à rechercher du plaisir avec des femmes autres que la sienne: la femme, qui ne jouit d'aucun droit l'autorisant à demander le divorce, n'a pas d'autre choix que celui d'accepter cette situation.

### Les femmes et les inégalités en matière d'éducation

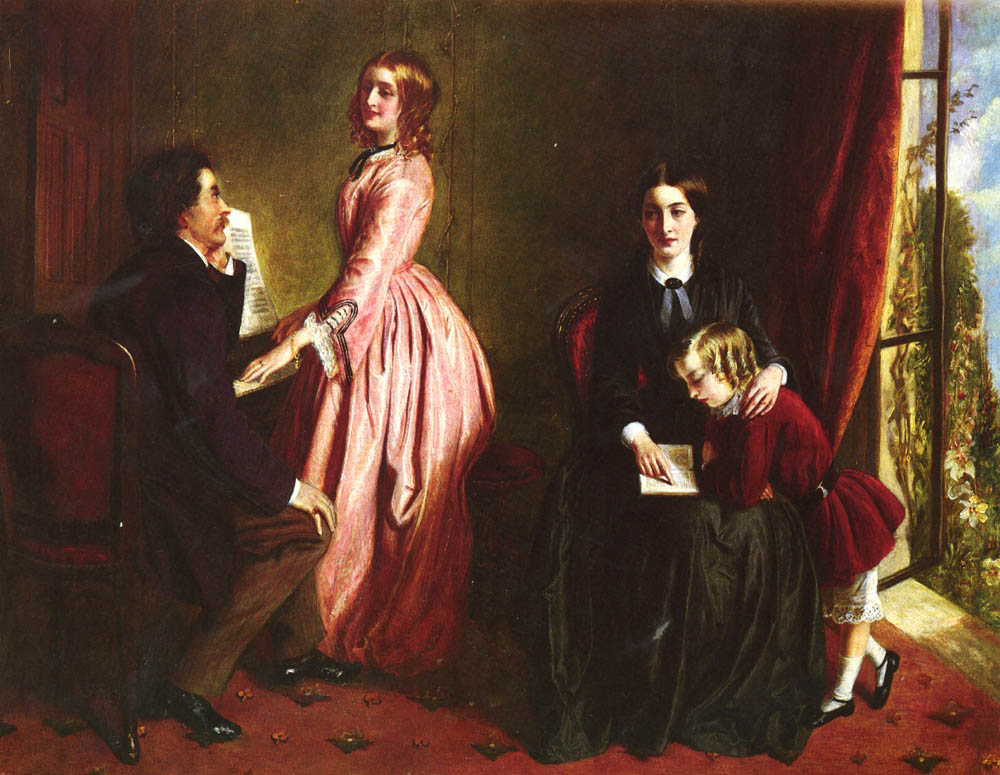
La Gouvernante, Rebecca Solomon, 1854

Concernant l'éducation à dispenser aux femmes, on considère qu'il n'est pas nécessaire de leur donner accès à l'instruction de type classique, scientifique et commerciale reçue par les hommes. L'accent étant mis sur l'apprentissage du rôle de mère et de maîtresse de maison, certaines matières — notamment l'histoire, la géographie et la littérature — sont couramment enseignées aux femmes, dans la mesure où l'on estime que des connaissances dans ces domaines leur sont utiles pour épauler la vie sociale de leurs enfants et de leur mari. En revanche, d'autres matières, tel le latin et le grec, sont réputées inutiles dans leur cursus. Les femmes désirant étudier le droit, la physique, l'ingénierie, les sciences ou les arts sont généralement l'objet de sarcasmes et de dédain. Les études universitaires sont tenues pour inutiles dans le parcours des femmes, et l'on dit même que le fait d'étudier n'est pas dans leur nature, voire peut les rendre malades. Elles doivent se cantonner plus ou moins à un rôle d'« ornement social » auprès de leur époux, à qui elles rendent obéissance, la soumission étant considérée comme une qualité primordiale de la femme.

## Tentatives de réformes

### Réforme des lois sur le divorce
Le XIXe siècle est le théâtre de changements importants en matière de condition féminine, en particulier via des réformes portant sur les lois relatives au mariage et sur le statut juridique des femmes. La situation d'octroi systématique de la garde des enfants au père et d'absence totale de droits pour la mère en cas de séparation du couple, évolue progressivement à partir de 1839, avec une loi sur la garde des jeunes enfants (Custody of Infants Act), grâce à laquelle les mères « de bonne réputation » (autrement dit, n'ayant pas commis l'adultère) peuvent réclamer la garde de leurs enfants en bas âge (jusqu'à 7 ans) puis, en 1857, avec la loi sur les effets matrimoniaux (Matrimonial Causes Act), qui permet aux femmes de demander le divorce dans certains cas bien précis. Ainsi, pour obtenir le divorce, il suffit que l'homme prouve l'infidélité de son épouse, tandis qu'une femme doit prouver que son mari a commis non seulement un adultère, mais aussi un acte d'inceste, de bigamie, de cruauté ou de désertion. En 1873, la loi sur la garde des jeunes enfants (Custody of Infants Act) fut amendée pour permettre l'octroi à toutes les femmes (y compris adultères) de la garde de leurs enfants jusqu'à 16 ans. À partir de 1878, un amendement de la loi sur les effets matrimoniaux (Matrimonial Causes Act) permet aux femmes de demander le divorce pour cause de maltraitance de la part de leur époux, et de réclamer la garde des enfants pour le même motif. Les magistrats sont en outre autorisés à mettre sous protection les femmes dont l'époux a été condamné pour voies de fait graves. En 1884, la loi sur les droits de propriété des femmes mariées (Married Women's Property Act) permet aux épouses d'acquérir des droits identiques à ceux des femmes non mariées et, ainsi, de conserver leurs droits sur les propriétés personnelles qu'elles ont acquises avant et au cours de leur mariage : la femme devient ainsi une entité légale distincte de son mari, financièrement parlant. En 1886, la loi sur la tutelle des jeunes enfants (Guardianship of Infants Act) permet à la femme de devenir l'unique tuteur légal de ses enfants en cas de décès de son époux.

### Réforme des lois sur la prostitution
La condition des prostituées — et des femmes en général, comme cela est démontré par la suite — empire à la suite de la loi sur la prévention des maladies contagieuses (First Contagious Diseases Prevention Act) de 1864. Dans les villes à forte concentration militaire, les femmes suspectées de prostitution doivent subir des examens gynécologiques réguliers obligatoires. Si elles refusent de s'y plier, elles sont emprisonnées sur le champ et, si après examen, elles s'avèrent porteuses d'une maladie sexuellement transmissible, elles restent confinées à l'hôpital jusqu'à leur guérison. Cette loi est appliquée uniquement aux femmes car les médecins militaires pensent que ce type d'examen « honteux » peut porter atteinte à l'estime de soi des hommes, autre indication de la duplicité morale de la société victorienne. Dans la mesure où le statut de prostituée d'une femme est laissé à l'appréciation des officiers de police, des examens gynécologiques sont pratiqués sur un grand nombre de femmes qui, en fait, ne se prostituent pas. Après deux décrets d'extension en 1866 et 1869, cette loi est finalement abrogée en 1886, notamment grâce au militantisme de Josephine Butler, féministe qui est, parmi d'autres, à l'origine de la fondation d'une organisation ayant pour but l'abrogation des lois pour la prévention des maladies contagieuses (Contagious Diseases Acts).

### Réforme des métiers accessibles aux femmes

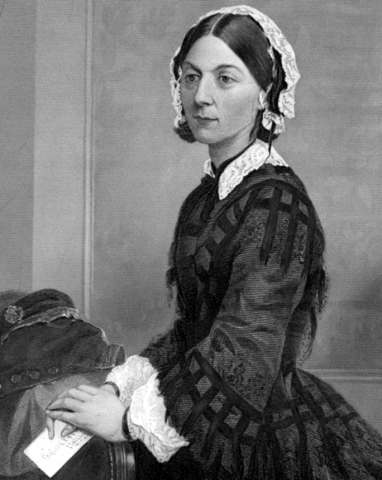
Florence Nightingale

Au début de l'époque victorienne, l'éducation des jeunes filles est essentiellement tournée vers la préparation au mariage et à l'acquisition des accomplishments, ces talents d'agrément (aquarelle, broderie, chant, connaissance du français…) destinés à leur permettre d'orner dignement la maison de leur époux. De ce fait, les métiers qu'une femme désireuse de gagner sa vie peut alors exercer — outre le métier d'écrivain — se limitent en pratique à l'enseignement, maîtresse d'école ou gouvernante.
Puis, au cours du XIXe siècle, trois professions médicales sont ouvertes aux femmes : le métier d'infirmière, celui de sage-femme, ainsi que, en théorie, celui de médecin. Toutefois, seules les femmes infirmières sont acceptées sans difficulté par la société, ce métier étant exercé sous la houlette et sous l'autorité de médecins de sexe masculin. À l'époque victorienne, on pense en effet que la médecine est le bastion des hommes, sur lequel les femmes ne doivent pas empiéter, et qu'elles ne devaient pas déroger au rôle de subalterne leur ayant été dévolu par Dieu. En réalité, les Britanniques ne veulent pas de chirurgiens ou de médecins de sexe féminin, et les femmes demeurent cantonnées dans leur rôle d'infirmière. Dans cette profession, Florence Nightingale (1820-1910) est une figure importante du XIXe siècle, en ce qu'elle permet de moderniser l'image traditionnelle de l'infirmière modèle n'ayant d'autre but que celui de se sacrifier pour veiller au bien-être de ses patients, en œuvrant pour l'éducation des femmes et en leur enseignant la bravoure, la confiance en soi et l'affirmation de soi.